# افتخار (فیلم ۱۹۸۹)
افتخار (به انگلیسی: Glory) فیلمی است محصول سال ۱۹۸۹ و به کارگردانی ادوارد زوئیک است. در این فیلم بازیگرانی همچون متیو برودریک، دنزل واشینگتن، کری الویس، مورگان فریمن، کلیف دیانگ، آندره بروگر، آلن نورث، جان فین، دوناوان لیچ، باب گانتون، جی او. ساندرس، ریموند سنت ژاکوس و جین الکساندر ایفای نقش کرده‌اند.

## خلاصه داستان
فیلم افتخار به تبعیضهای علیه سیاهان در جامعه آمریکا بویژه در جنگهای داخلی این کشور می‌پردازد. این جنگها بین ایالات شمالی، متحدین، و ایالات جنوبی رخ می‌دهد. مسئولین شهر بوستون در ماساچوست، از ایالات شمالی، که مخالف برده داری هستند هنگی از سیاهان را تشکیل می‌دهند و «رابرت شاو» (متیو برودریک)، فرزند یکی از متنفذین شهر را فرمانده این هنگ می‌کنند. شاو به آموزش این هنگ که اکثراً برده‌های فراری ایالات جنوبی هستند می‌پردازد اما گویا تبعیضهای موجود اجازه رفتن به جنگ را نمی‌دهند و حتی کفش و لباس نیز به آنها نمی‌دهند. شاو با این تعصبات مبارزه می‌کند و …

## جوایز
- برنده اسکار بهترین صدا
- برنده اسکار بهترین فیلمبرداری
- برنده اسکار بهترین بازیگر نقش مکمل مرد
- کاندیدای اسکار بهترین تدوین
- کاندیدای اسکار بهترین طراحی هنری